# چبدار
چبدار (به لاتین: Chebdar) یک رود در روسیه است که در جمهوری آلتای واقع شده‌است.